# 王立演劇学校

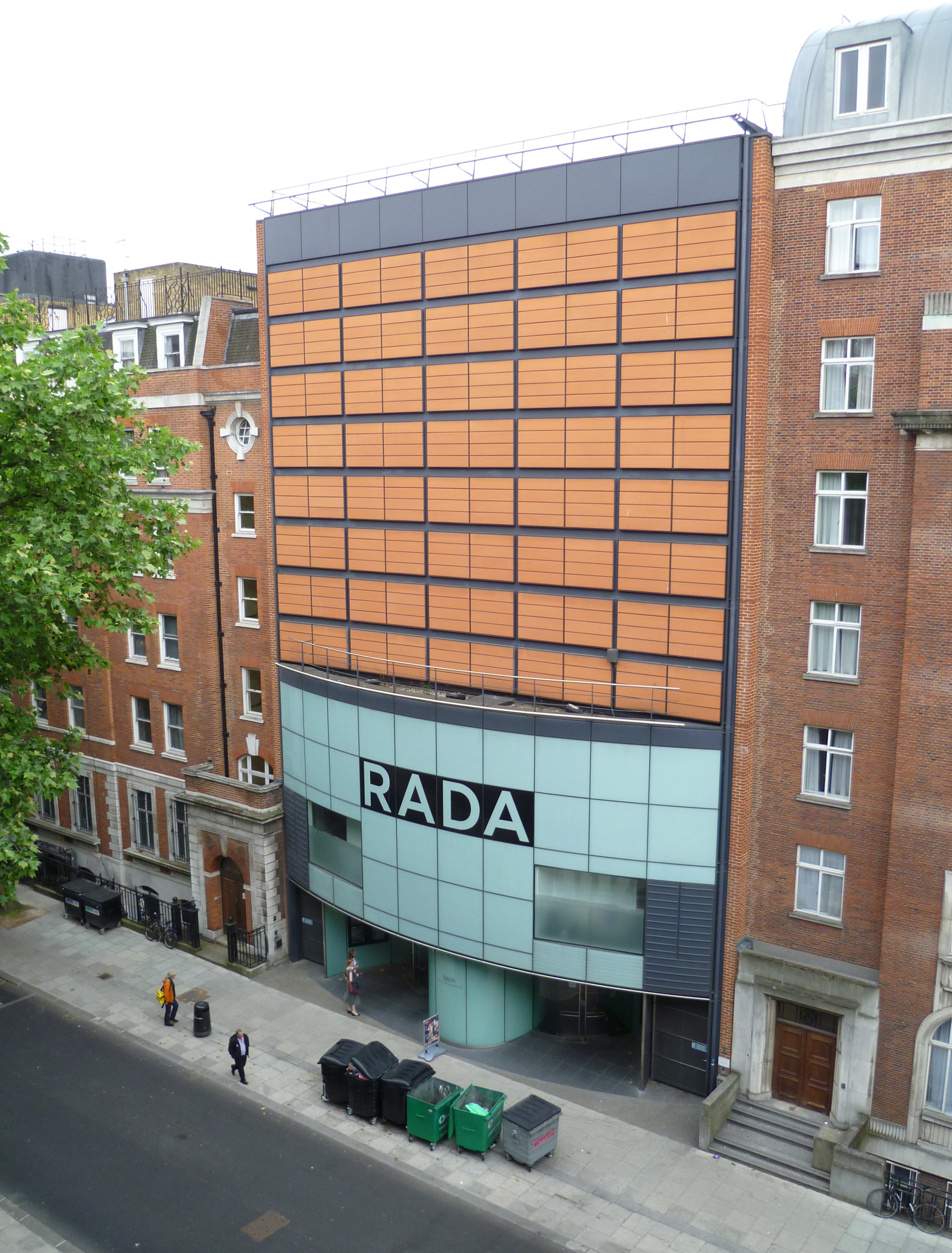
The RADA Theatre(マレット・ストリート).

王立演劇学校（おうりつえんげきがっこう、Royal Academy of Dramatic Arts、通称RADA）とは、ロンドンにある役者、ステージマネージャ、ディレクター、デザイナー、舞台芸術の職業教育を行う演劇学校である。1904年に演劇プロデューサーのHerbert Beerbohm Treeによって設立された。3年制。ロンドン中心部のブルームズベリーを拠点としている。
イギリス国内でも最も有名な演劇学校の一つとして知られ、入学するのは非常に難関とされる。
Conservatoire for Dance and Dramaの付属校の1つである。またキングス・カレッジ・ロンドン(KCL)と提携しており、高等教育コースの認定はKCLによって行われる。加えて夏だけのサマースクールや、ショートコースも充実している。
日本との関係では1993年から2012年に亘って、現代演劇協会によりRADAの講師を迎えての短期間のワークショップ「RADAイン東京」が開催されていた。また、2005年に開所した新国立劇場の演劇研修所の参考にもされている。

## RADAの卒業生

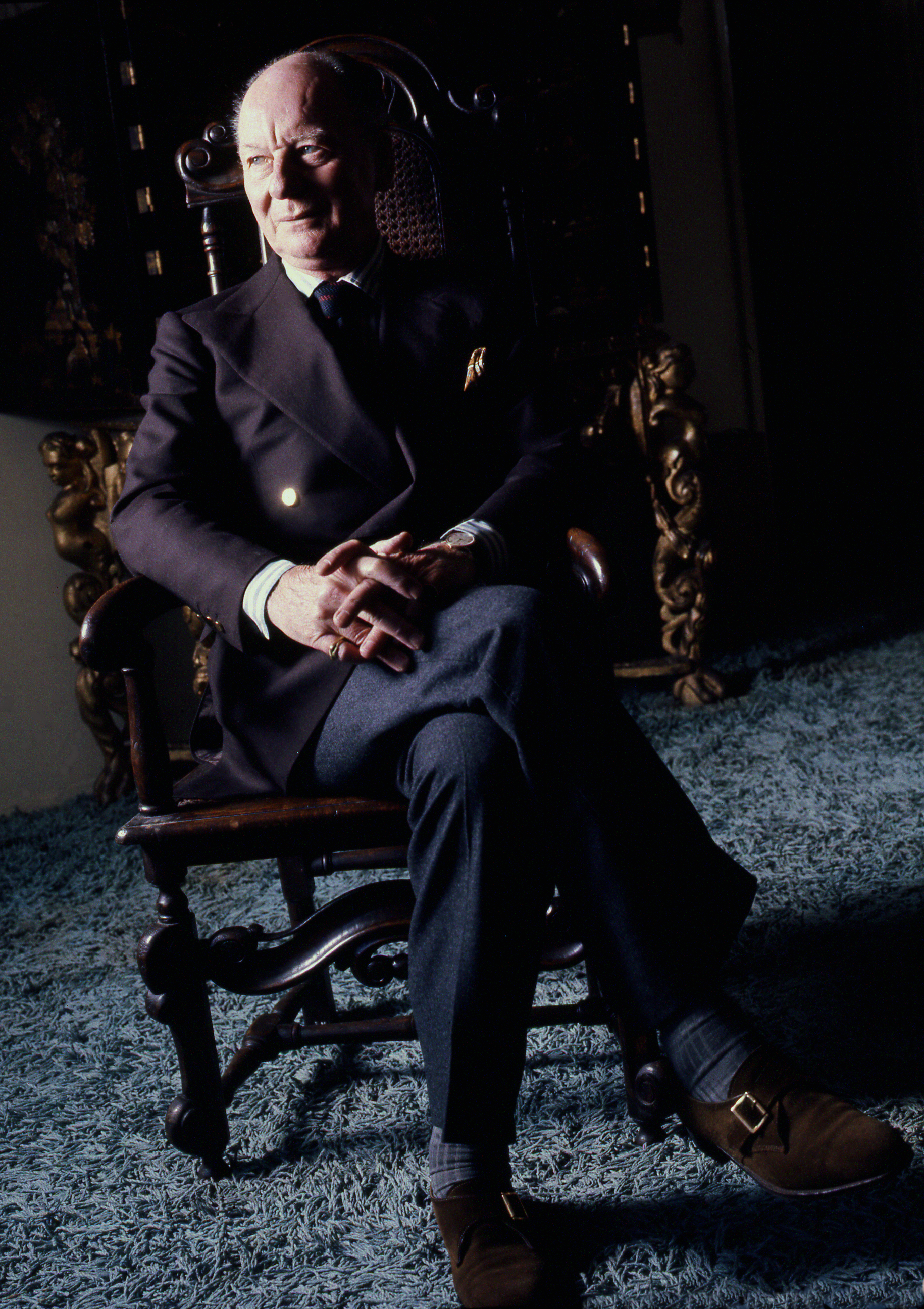
ジョン・ギールグッド

- アラン・リックマン
- アルバート・フィニー
- アレックス・キングストン
- アンソニー・ホプキンス
- イアン・ホルム
- イメルダ・スタウントン
- ヴィヴィアン・リー
- エリオット・コーワン
- キアラン・ハインズ
- クライヴ・オーウェン
- グレンダ・ジャクソン
- ケネス・ブラナー
- サリー・ホーキンス
- ショーン・ビーン
- ジョナサン・プライス
- ジョン・ギールグッド
- ジョン・リス＝デイヴィス
- ゼナ・マーシャル
- セリア・ジョンソン
- タロン・エジャトン
- ティモシー・スポール
- デヴィッド・マッカラム
- トム・ウィルキンソン
- トム・ヒドルストン
- ピーター・オトゥール
- フィオナ・ショウ
- ベン・ウィショー
- ポール・マッギャン
- マーク・ライランス
- マイケル・ガンボン
- マイケル・シーン
- マシュー・リース
- マリアンヌ・ジャン＝バプティスト
- ヨアン・グリフィズ
- リチャード・アッテンボロー
- レイフ・ファインズ
- ローレンス・フォックス
- ロジャー・ムーア
- ロバート・ショウ
- ロバート・リンゼイ（英語版）